# Bolsjoj Pelis
Bolsjoj Pelis (Russisch: Большой Пелис) is het grootste eiland van de Rimski-Korsakovarchipel, een groep van eilanden in het zuidwestelijke deel van de Baai van Peter de Grote, voor de kust van de Russische kraj Primorje. Het eiland bevindt zich op 70 kilometer ten zuidwesten van de stad Vladivostok en behoort bestuurlijk gezien tot het district Chasanski van de kraj Primorje.

## Geschiedenis
De archipel werd als eerste beschreven door de bemanning van de Franse brik Caprice in 1851. In 1863 werden de eilanden in detail onderzocht door een Russische expeditie, waarbij de bemanning van het korvet Kalevala de eilanden van namen voorzag. De Fransen hadden de eilanden al eerder namen gegeven en voor het grootste eiland bleef deze naam ongewijzigd en werd alleen verrussischt tot Bolsjoj Pelis ("Grote Pelis"). Tot de jaren 30 van de 20e eeuw werd het eiland nauwelijks bezocht, maar na de Slag om het Chasanmeer werd Bolsjoj Pelis plotseling gezien als een strategisch punt en werd aangewezen als een hoofdpunt in de verdediging van de Sovjet-Unie, aangezien het eiland kon dienen als natuurlijk fort vanwege het feit dat het zeer moeilijk kon worden aangevallen vanwege de vele onderzeese obstakels, die al heel wat vissersschepen en handelsschepen in problemen hadden gebracht. Een aanval met een oorlogsschip zou dus bijna onmogelijk zijn. Er werd een klein permanent garnizoen op geplaatst, er werden een aantal fortificaties op gebouwd en een aantal kustbatterijen op geplaatst. Vanwege de onderzeese obstakels werd voor de vissersboten en handelsboten een vuurtoren op het hoogste punt geplaatst aan de oostkust van het eiland. Eind jaren 70 werd het militaire project stopgezet en verdwenen de militairen van het eiland, dat vervolgens tot onderdeel van het in 1978 opgerichte strikte natuurreservaat zapovednik Dalnevostotsjny morskoj werd gemaakt.

## Geografie
Bolsjoj Pelis is een van de meest zuidelijke eilanden van de kraj, alsook van heel Rusland. Het eiland meet 4,5 bij 1,5 kilometer en heeft een oppervlakte van ongeveer 4 km² en een maximale hoogte van 110 meter. Het eiland bestaat uit een groot noordelijk deel en een klein zuidelijk deel, die met elkaar zijn verbonden middels een landengte met een maximale breedte van 250 meter. De kusten van het eiland zijn grillig en bestaan vooral uit rotsen, maar een deel van de kust loopt langzaam op en bevat zandstanden. Op het eiland bevindt zich het enige zoetwatermeer van de hele archipel.
De koudste maand op het eiland is januari met een gemiddelde van −11 °C en de warmste augustus met een gemiddelde van +21 °C.

## Flora en fauna
Het eiland is bedekt met gras en struiken en er bevinden zich bijna geen bomen. Een aantal planten is endemisch en staat in het Rode Boek, waaronder de tijgerlelie (Lilium lancifolium). Er groeien ook planten als de pinus, hondsroos, Actinida, druif, Schisandra en Taxus.
Er bevinden zich een aantal zeevogelkolonies op het eiland, met vogelsoorten als de Chinese kraanvogel, witnekkraanvogel, Chinees stormvogeltje (Oceanodroma monorhis), fregatvogels en de steenarend. Er bevinden zich enkele van de grootste kolonies Japanse aalscholvers (Phalacrocorax capillatus) en zwartstaartmeeuwen (Larus crassirostris).
Voorkomende amfibieën zijn padden en Hyla japonica (in Rusland "Verre-Oostelijke boomkikker" genoemd) en kruipende reptielen op het eiland zijn Amphiesma vibakari en steppeslangen. De zoogdieren worden vertegenwoordigd door de brandmuis en de Chinese woelmuis (Microtus fortis) en het roofdier de wasbeerhond. Aan de kust bevinden zich verschillende kolonies van Larghazeehonden (Phoca largha).